# Jean VII de Nassau-Siegen
Le comte Jean VII de Nassau (7 juin 1561 – 27 septembre 1623) est le comte de Nassau à Siegen et Freudenberg. Il est le deuxième fils du comte Jean VI de Nassau-Dillenbourg et de son épouse Élisabeth de Leuchtenberg.

## Famille et descendance
Il s'est marié deux fois. Tout d'abord, le 9 décembre 1581 avec Madeleine de Waldeck, fille du comte Philippe IV de Waldeck et Jutta de Isenburg. Ils ont :
1. Jean-Ernest de Nassau-Siegen (21 octobre 1582 – 27 septembre 1617), un général de l'armée vénitienne, impliqué dans la Guerre de Gradisca;
2. Jean VIII de Nassau-Siegen (29 septembre 1583 – 27 juillet 1638)
3. Élisabeth de Nassau-Siegen (8 novembre 1584 – 26 juillet 1661), mariée le 26 juillet 1604 à Christian de Waldeck
4. Adolphe de Nassau-Siegen (8 août 1586 – 7 novembre 1608)
5. Julienne de Nassau-Dillenbourg (1587-1643) (3 septembre 1587 – 15 février 1643), mariée le 22 mai 1603 à Maurice de Hesse-Cassel
6. Anne-Marie (3 mars 1589 – 27 février 1620), mariée le 3 février 1611 à de Jean Adolphe de Daun
7. Jean-Albert, né et mort en 1590
8. Guillaume de Nassau-Hilchenbach (13 août 1592 – 18 juillet 1642)
9. Anne-Jeanne (2 mars 1594 – 7 décembre 1636), mariée le 14 juin 1619 à Jean Wolfart von Brederode
10. Frédéric-Louis (2 février 1595 – 22 avril 1600)
11. Madeleine (23 février 1596 – 6 décembre 1662), mariée en août 1631 à Bernhard Moritz von Oeynhausen; et le 25 août 1642 Philippe Guillaume zu Inn und Knyphausen
12. Jean-Frédéric, né et mort en 1597.

Il s'est remarié le 27 août 1603 avec la duchesse Marguerite de Schleswig-Holstein-Sonderbourg (en), fille de Jean de Schleswig-Holstein-Sonderbourg et de sa première épouse Élisabeth de Brunswick-Grubenhagen. Ils ont :
1. Jean-Maurice de Nassau-Siegen (18 juin 1604 – décembre 1679)
2. Georges-Frédéric de Nassau-Siegen (23 février 1606 – 2 octobre 1674) marié à Mauritia Éléonore de Portugal (en), fille d’Émilie de Nassau, fille de Guillaume le taciturne et belle-fille d'Antoine, prieur de Crato.
3. Guillaume Othon (22 juin 1607 – 14 août 1641)
4. Louise Christiane (8 octobre 1608 – 19 décembre 1678), mariée le 4 juillet 1627 à Philippe-François de Watteville, marquis de Conflans[1].
5. Sophie Marguerite (16 avril 1610 – mai 1665), marié le 13 janvier 1656 à Georges-Ernest de Limbourg-Stirum
6. Henri II de Nassau-Siegen (9 août 1611 – 17 novembre 1652)
7. Marie Julienne (14 août 1612 – 21 janvier 1665), mariée le 13 décembre 1637 à François-Henri de Saxe-Lauenbourg
8. Amélie de Nassau-Siegen (2 septembre 1613 – 24 août 1669), mariée le 23 avril 1636 à Hermann de Wrangel (en) et le 27 mars 1649 à Christian-Auguste de Palatinat-Soulzbach
9. Bernard (18 novembre 1614 – 6 janvier 1617)
10. Christian (16 juillet 1616 – avril 1644)
11. Catherine (1er août 1617 – 21 août 1645)
12. Jean-Ernest (8 novembre 1618 – 23 novembre 1639)
13. Élisabeth-Julienne (1er mai 1620 – 13 mai 1665), mariée en 1647 à Bernhard de Sayn-Wittgenstein

Jean VII et ses deux épouses sont enterrés dans la crypte royale à Siegen.